# Nadejda Cepraga

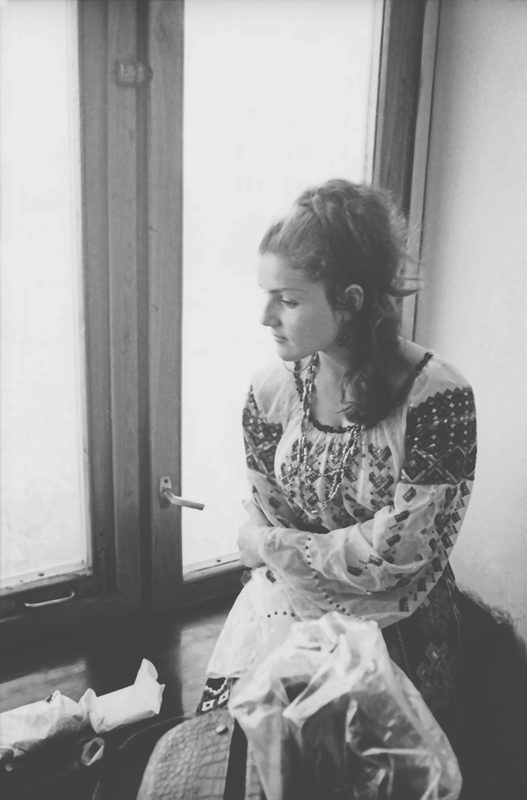
Nadejda Cepraga

Nadejda Cepraga (n. 1 septembrie 1956, Răspopeni, raionul Șoldănești) este o cântăreață de estradă din Republica Moldova.

## Biografie
Nadejda Cepraga s-a născut pe 1 septembrie 1956, în Răspopeni, raionul Șoldănești, fostul județ Soroca, într-o familie de muzicieni – Alexei și Zinaida Cepraga. În clasa a șasea s-a filmat într-o peliculă de scurt metraj la studioul „Telefilm-Chișinău” – „La cules la vie”, în rolul solistei ansamblului. A debutat în clasa a noua cu cântecul „Nunta veselă”, pe versuri proprii, muzică de Eugen Doga. Părinții săi visau s-o vadă profesoară de franceză, de aceea au trimis-o să facă studii la Universitatea de Stat din Bălți, iar ea a ales muzica și a venit să facă studii la Chișinău.  În anul 1972 și-a început cariera profesională pe scena unui festivalul de folclor din Franța, unde a obținut medalia de aur. Între 1974–1984 a fost solistă a Orchestrei Simfonice de Estradă a Teleradiodifuziunii din Moldova. Din 1984 evoluează solo, acompaniată de o trupă. În 1977 a absolvit Școala de muzică „Ștefan Neaga” (vocal și dirijare), iar în 1982 a absolvit Institutul de Arte „Gavriil Muzicescu”, Facultatea vocal și dirijare corală.
Profesoara ei de la conservator, vestita Tamara Ciobanu, o sfătuise atunci să renunțe la estradă și să se devină cântăreață de operă, dar Nadejda Cepraga a continuat pe calea care și-a ales-o.
A participat la multe concursuri, festivaluri – laureată a Festivalului „Turnurile Vilniusului – 1974” (Lituania), laureată a Festivalului „Steaua Bulgariei” (Bulgaria), Premiul Mare la Festivalul „Intertalent” (1977, Cehoslovacia), laureată a Festivalului Tineretului și Studenților de la Berlin (1973).
Cepraga s-a filmat în șapte filme ale Televiziunii Centrale a URSS și în unsprezece filme ale studioului „Teleradio-Moldova”. A susținut turnee în diferite țări: Statele Unite ale Americii, Danemarca, Franța, Grecia, Coreea de Sud, Bulgaria, Polonia, Germania, Cehoslovacia, Ungaria, Rusia, Cuba, Israel etc. A lansat 15 albume, CD-uri în diverse țări, inclusiv în Rusia, Israel, Bulgaria și Statele Unite. În fondurile Televiziunii Centrale și ale „Teleradio-Moldova” se păstrează aproximativ 200 de melodii în interpretarea Nadejdei Cepraga.
Din 2001 locuiește, în principal, în Moscova.
Nadejda Cepraga s-a căsătorit devreme, la vârsta de 17 ani. Soțul ei este Evghenii Aleksandrovici Litvinov, un profesor și doctor în științe economice. Are un fiu pe nume Vasile, care locuiește în Germania.
Au existat zvonuri despre o posibilă aventură a lui Nicu Ceaușescu și Nadejda Cepraga. În realitate, după un spectacol în care acesta a remarcat-o, Ceaușescu a invitat-o la cină. Soțul Nadejdei, fiind de față, i-a zis că "doar dacă vin și eu". Nicu a întrebat-o pe Nadejda "el cine e", iar Nadejda a răspuns că soțul ei, și acesta nu a mai insistat. 

## Distincții și decorații
În 1980 a fost distinsă cu titlul onorific „Artistă Emerită” a RSS Moldovenești, iar în anul 1988 titlul – „Artistă a Poporului” a RSS Moldovenești.
În 1999, Nadejda Cepraga a fost distinsă cu titlul onorific „Artistă Emerită a Rusiei”.
În 2003 a fost distinsă cu ordinul „Crucea de Aur”, pentru „munca plină de abnegație întru binele Rusiei”.
În 2004 primește diploma conducerii de la Moscova pentru participarea la programul anual de caritate „Copiii Păcii și Bunătății”.
În 2005 este distinsă cu Medalia de Aur către aniversarea a 100 de ani de la nașterea lui Mihail Șolohov, pentru participarea activă la festivalul „Primăvara lui Șolohov”.
În 2007 primește Medalia prefectului districtului de sud-est a Moscovei, pentru contribuție la dezvoltare.
În anul 2008 este decorată cu cea mai înaltă distincție socială din Rusia − Ordinul „Ecaterina cea Mare» de gradul I.

## Discografie

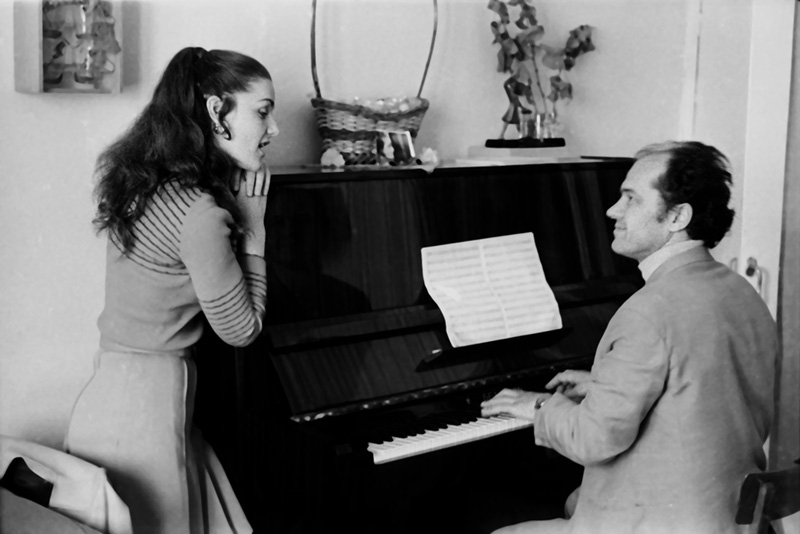
Cepraga și Eugen Doga (1972).

| CD-uri: - 1991 — «День ангела» («Молд-рекордз») - 1995 — «Раба любви» («AVA Records») - 1998 — «Незамужняя» («ОРТ-рекордз») - 2000 — «Лучшие песни разных лет» (РОФ «Звёзды Отечества») - 2002 — «Имена на все времена» (Compilation «Квадро Диск») - 2003 — «Звёздная серия» (S.T.R. Records) - 2004 — «Любовное настроение» (фирма грамзаписи «Никитин») - 2004 — «Шум дождя» («Парк-Рекордз») - 2007 — «Перекати-поле» («Монолит-рекордс») - 2008 — «Золотая коллекция РЕТРО» 2CD («Бомба-Мьюзик») - 2008 — «ИЗБРАННОЕ» MP3 («Бомба-Мьюзик») | Viniluri: - 1976 — «Поёт Надежда Чепрага» («Мелодия») - 1984 — «Только ты» («Мелодия») - 1990 — «Вот она какая…» («Мелодия») |

## Filmografie
1. 19?? — На сборе винограда (Telefilm Chișinău)
2. 197? — Melodii nistrene (Telefilm Chișinău)
3. 1978 — Сказка как сказка (film artistic muzical)
4. 1982 — Встреча с Надеждой Чепрагой (film-concert, ЦТ)
5. 1984 — Поет Надежда Чепрага (film-concert, ЦТ)
6. 1992 — Эскизы к портрету (film-concert, ЦТ)
7. 1998 — Две руки, сердце и корона (studioul «Disney-Film», SUA)
8. 2001 — Два берега Надежды Чепраги (НТВ)
9. 2005 — Кулагин и партнёры (serial)